# 광주북성중학교
광주북성중학교(光州北星中學校)는 대한민국 광주광역시 북구 유동에 있는 공립 중학교이다.

## 학교 연혁
- 1951년 8월 31일 : 전남농업중학교를 광주북중학교로 개편 설립 인가
- 1951년 9월 1일 : 전남농업중학교 2,3학년을 편입, 제1학년 5학급 모집 개교
- 1952년 3월 31일 : 제1회 졸업(115명)
- 1970년 3월 1일 : 광주북성중학교로 개명
- 2018년 3월 1일 : 제26대 김미정 교장 취임
- 2025년 1월 10일 : 제74회 졸업식(49명) (졸업생 총 28,811명)
- 2025년 3월 4일 : 신입생 64명 입학

## 참고 자료
- 광주북성중학교 - 한국교육학술정보원 학교알리미